# Condado de Montgomery (Ohio)
O Condado de Montgomery (em inglês:  Montgomery County) é um dos 88 condados do estado americano do Ohio. A sede e maior cidade do condado é Dayton. Foi fundado em 1803.
O condado possui uma área de 1 203 km², dos quais 1 195 km² estão cobertos por terra e 7 km² por água, uma população de 535 153 habitantes, e uma densidade populacional de 447,7 hab/km² (segundo o censo nacional de 2010). É o quinto condado mais populoso do Ohio.